# Lygdamis malagasiensis
Lygdamis malagasiensis är en ringmaskart som beskrevs av Kirtley 1994. Lygdamis malagasiensis ingår i släktet Lygdamis och familjen Sabellariidae. Inga underarter finns listade i Catalogue of Life.